# 良才川
良才川（ヤンジェチョン）は大韓民国京畿道果川市からソウル特別市江南区まで流れる長さ18.5kmの河川である。河口で、炭川と合流する。

## 景色
源流は果川市である。ここから河口へ向かって行くと、瑞草区の良才市民の森の横を通る。ここは地元の住民の憩いの場となっている。この先しばらくは周りに低い建物が見える。
数km進むと、左側に高層マンションがいくつか見える。この付近はソウル交通公社3号線・KORAIL盆唐線道谷駅付近で、この先は右側に走っている盆唐線九龍駅・開浦洞駅・大母山入口駅（地下区間）を並行して流れる。このあたりは自然も多く道も整備されている。大母山入口駅付近を通り越すと、この先から河口までやや高いマンションが見ることができる。